# 朱佶燏
黎城昭僖王朱佶燏（1409年8月19日—1444年8月22日），明朝瀋简王朱模庶四子，明太祖之孙。明朝第一代黎城王。

## 生平
永乐七年（1409年）七月生。
宣德元年（1426年）九月，朝廷造黎城、稷山、沁水、沁源四王及魯府新野、泌陽、安丘、樂陵、鉅野諸王鍍金銀印各一。
宣德三年（1428年）三月，明宣宗命豐城侯李賢、通政使司右參議何懷煇為正副使，持節封朱佶燏為黎城王。宣德四年（1429年）六月，宣宗命行在禮部尚書兼華蓋殿大學士張瑛、工科左給事中薛廣為正副使，持節冊封瀋陽中護衛百戶陳立的女兒為黎城王妃。
宣德九年（1434年）六月，朝廷给朱佶燏及其兄陵川王朱佶煃、平遥王朱佶煟及其弟稷山王朱佶焆、沁水王朱佶熅、沁源王朱佶㷆岁禄各二千石，米钞各半，由山西布政司仓库支用。宣德十年（1435年）十月，朱佶燏的兄长瀋康王朱佶焞为弟弟们奏请委派教授，以讲授经书，英宗命行在吏部拣选才学老成者担任。
正統八年（1443年）四月，朱佶煃、朱佶燏奏府中缺內使，明英宗各遣四人，告諭二王善待他們。
正統九年（1444年）閏七月，朱佶燏去世。明英宗得知，輟視朝一日，遣官員致祭，諡昭僖，命有司營葬。
正統十年（1445年）三月，開除潞州潞城縣黎城王墳地糧四石有余。四月，朱佶焞奏朱佶燏死后岁禄停发，妻儿无以自给用度，请求照旧赐给，获准。
正統十二年（1447年）八月，其嫡次子朱幼受册袭封。

## 评价
- 《弇山堂别集》卷072：容儀恭美，小心畏忌。

## 家庭

### 妻妾
- 王妃陈氏

### 子孙
- 嫡次子黎城庄惠王朱幼
- 长女正平縣主，正统十二年（1447年）八月受封，配何緒，以何緒為宗人府儀賓，賜冊誥儀仗冠服如例，[13]景泰三年（1452年）五月得歲祿六百石，其中米四百石，折鈔二百石，[14]景泰六年（1455年）八月去世，明代宗遣中官致祭、命有司營葬事[15]
- 二女上黨縣主，正统十二年（1447年）八月受封，配宋安，以宋安為宗人府儀賓，賜冊誥儀仗冠服如例，[13]景泰三年（1452年）五月得歲祿六百石，其中米四百石，折鈔二百石[14]
- 四女霍邑縣主，一作霍丘縣主，正统十二年（1447年）八月受封，配胡倫，以胡倫為宗人府儀賓，賜冊誥儀仗冠服如例，[13]景泰三年（1452年）五月得歲祿六百石，其中米四百石，折鈔二百石[14]

三县主都比朱幼年长。